# Brachythecium digastrum
Brachythecium digastrum är en bladmossart som beskrevs av C. Müller och Kindberg in Macoun 1892. Brachythecium digastrum ingår i släktet gräsmossor, och familjen Brachytheciaceae. Inga underarter finns listade i Catalogue of Life.